# Rudolph Sundell
Oscar Rudolph Edvard Sundell, född 3 mars 1866 i Visby, död 24 februari 1949 i Adolf Fredriks församling i Stockholm, var en svensk skulptör.  
Sundell var son till spegelfabrikören Fredric Sundell och Maria Sophia Carolina Lönnberg. Sundell studerade skulptur vid Konstakademien i Stockholm i mitten av 1880-talet. 
Rudolph Sundell är begravd på Skogskyrkogården i Stockholm.